# 拉弗爾鎮區 (北達科他州迪基縣)
拉弗爾鎮區（英語：Lovell Township）是位於美國北達科他州迪基縣的一個鎮區。

## 地方資料
拉弗爾鎮區的面積為114.03平方千米，當中陸地面積為112.78平方千米，而水域面積為1.25平方千米。根據2020年美國人口普查的數據，當地共有人口55人，而人口密度為每平方千米0.48人。